# Ein Leichentuch hat keine Taschen
Ein Leichentuch hat keine Taschen (Originaltitel: Un linceul n'a pas de poches) ist ein französischer Film von Jean-Pierre Mocky  aus dem Jahre 1974 nach dem Roman No Pockets in a Shroud von Horace McCoy.

## Handlung
Frustriert von der ständigen Zensur durch seinen Chefredakteur, beschließt der  Journalist Michel Dolannes, die Zeitung, bei der er arbeitet, zu verlassen. Er gründet seine eigene Zeitung und deckt zahlreiche Skandale auf. Mit seinen Enthüllungen macht er sich viele Feinde, bis er schließlich erschossen wird.

## Musik
Das Titellied Dolannes Melodie wurde von Paul de Senneville und Olivier Toussaint komponiert und von dem Trompeter Jean-Claude Borelly eingespielt. Dolannes Melodie wurde in der Sparte „Beste Filmmusik“ für einen César nominiert und war als Single in Europa, Südamerika und Japan kommerziell erfolgreich.

## Kritiken
„Ein gesellschaftskritisches Drama mit Starbesetzung, dessen hehre Beschwörung der Pressefreiheit aber nicht sehr eindringlich ist. Eine unausgegorene Beimischung von Gewalt, Sex und Humor nimmt dem zerfasernden Film viel Überzeugungskraft.“